# Pareuxoa bilineata
Pareuxoa bilineata là một loài bướm đêm trong họ Noctuidae.